# Psomophis
Psomophis är ett släkte av ormar som ingår i familjen snokar. Släktet tillhör underfamiljen Dipsadinae som ibland listas som familj.
Vuxna exemplar är med en längd upp till 75 cm små ormar. De förekommer i Central- och Sydamerika. Individerna lever i skogar och de gömmer sig ofta i lövskiktet eller i förmultnande träd. Födan utgörs främst av daggmaskar. Honor lägger ägg.
Arter enligt Catalogue of Life och The Reptile Database:
- Psomophis genimaculatus
- Psomophis joberti
- Psomophis obtusus